# Humane Society of the United States
La Humane Society of the United States o HSUS (en español, Sociedad Humana de los Estados Unidos) es una organización con sede en Washington D. C. centrada en la promoción del bienestar de los animales. Es una de las mayores organizaciones centradas en el bienestar de los animales en el mundo, con 9,5 millones de miembros y un presupuesto de 103 millones de dólares en el 2006.
 En 2007 vieron un incremento tanto en incorporación de miembros como en ingresos, con 11 millones de miembros y un presupuesto de 160 millones de dólares.
Los fundadores de HSUS trataron de no de duplicar los esfuerzos de cientos de sociedades locales que trabajan para ayudar a los animales. En lugar de ello, decidió hacer frente a las crueldades de alcance nacional, tratando de resolver los problemas de bienestar animal mediante la aplicación de estrategias, recursos y soluciones más allá de la capacidad de las organizaciones locales.
La HSUS fue fundada en 1954 por el periodista Fred Myers y otras tres personas. Las mayores campañas de grupo tienen como objetivos cuatro temas primarios: las granjas factoría de animales, los deportes y entretenimientos que implican violencia para con los animales y otras formas de crueldad con estos, el comercio de pieles y las prácticas de caza deportiva.
HSUS publica Animal Sheltering, un magazín bimensual para profesionales del refugio de animales. También realiza Rural Area Veterinary Services, un programa de servicios veterinarios gratuitos en comunidades empobrecidas.